# Scott Foster (Eishockeyspieler)
Scott Foster (* 17. Januar 1982 in Sarnia, Ontario) ist ein kanadischer Buchhalter und Eishockeytorwart, der am 29. März 2018 als kurzfristig verpflichteter Ersatztorhüter ca. 14 Minuten eines Spiels für die Chicago Blackhawks in der National Hockey League bestritt.

## Karriere
Scott Foster spielte in seiner Jugend unter anderem für die Petrolia Jets in seiner Heimat Ontario, bevor er zur Saison 2002/03 an die Western Michigan University wechselte. Dort lief er zwei Jahre regelmäßig in der Central Collegiate Hockey Association (CCHA) auf, einer College-Liga im Spielbetrieb der National Collegiate Athletic Association (NCAA). Dabei erreichte er in 54 Einsätzen einen Gegentorschnitt von deutlich über 3,0 sowie eine Fangquote von unter 88 %. Zur Spielzeit 2004/05 verlor er seinen Stammplatz an Daniel Bellissimo und absolvierte in der Folge nur noch eine einzige Partie für das Team, im Laufe der Saison 2005/06. Anschließend hütete der Kanadier vorerst nur noch im Hobby- bzw. Amateurbereich das Tor, während er in Chicago einer Tätigkeit als Buchhalter nachging.
Am 29. März 2018 bestritten die Chicago Blackhawks in der National Hockey League (NHL) ein Heimspiel gegen die Winnipeg Jets, wobei der angedachte erste Torwart Anton Forsberg kurz vor dem Spiel verletzt ausfiel. Während Stammtorhüter Corey Crawford bereits seit Dezember 2017 verletzt war und Jean-François Bérubé sowie Jeff Glass in der Kürze der Zeit nicht vom Farmteam nach Chicago geholt werden konnten, nahmen die Blackhawks Foster kurzfristig im Rahmen eines Amateur Tryout Contract unter Vertrag. Diese kurzfristige Verpflichtung von Ersatztorhütern (engl. Emergency Backup Goaltender) ist nicht ungewöhnlich und kommt in der Regel mehrmals pro Saison vor. Meist sind diese Spieler für diese Rolle auch längerfristig designiert, so verbrachte Foster zu diesem Zwecke bereits mehrere Heimspiele der Blackhawks im United Center. 
Das Spiel gegen die Winnipeg Jets begann schließlich Collin Delia, der zu diesem Zeitpunkt ebenfalls sein NHL-Debüt gab. Delia wehrte 25 von 27 Schüssen ab, bevor er mit etwas mehr als 14 Minuten verbleibender Spielzeit ebenfalls verletzt ausfiel, sodass Foster ihn ersetzte. Chicago führte zu dieser Zeit bereits mit 6:2, wobei sich an diesem Spielstand in der Folge nichts mehr änderte, da Foster alle sieben auf sein Tor abgegebenen Schüsse parierte. Er wurde somit zum ersten eingesetzten Emergency Backup Goaltender seit Jorge Alves im Dezember 2016, wobei dieser allerdings nur wenige Sekunden, und ohne dass der startende Torhüter verletzt gewesen wäre, auf dem Eis stand.

## NHL-Statistik
(Legende zur Torhüterstatistik: GP oder Sp = Spiele insgesamt; W oder S = Siege; L oder N = Niederlagen; T oder U oder OT = Unentschieden oder Overtime- bzw. Shootout-Niederlage; Min. = Minuten; SOG oder SaT = Schüsse aufs Tor; GA oder GT = Gegentore; SO = Shutouts; GAA oder GTS = Gegentorschnitt; Sv% oder SVS% = Fangquote; EN = Empty Net Goal; 1 Play-downs/Relegation; Kursiv: Statistik nicht vollständig)